# Щепкин (Волгоградская область)
Щепкин — хутор в Ольховском районе Волгоградской области, в составе Липовского сельского поселения.
Население — 19 человек (2010).

## История
Образован как выселок села Караваинка. Хутор относился к Липовской волости Царицынского уезда Саратовской губернии. В 1890 году включён в состав Романовской волости. Жители хутора относились к Варькинскому сельскому обществу.
С 1928 года — в составе Липовского сельсовета Ольховского района Камышинского округа (округ ликвидирован в 1934 году) Нижневолжского края. С 1935 года — Липовского сельсовета Балыклейского района Сталинградского края (с 1936 года — Сталинградской области, с 1961 года — Волгоградской области). В 1963 году Балыклейский район был расформирован, Липовский сельсовет передан Камышинскому району. В составе Ольховского района — с 1966 года.

## География
Хутор находится в степной местности, в пределах восточной покатости Приволжской возвышенности, являющейся частью Восточно-Европейской равнины, на левом берегу реки Голая, на высоте около 60 метров над уровнем моря. Рельеф местности холмисто-равнинный, расчленённый балками и оврагами. Почвы каштановые.
Через село проходит автодорога, связывающая сёла Ягодное и Романовка. По автомобильным дорогам расстояние до областного центра города Волгоград — 160 км, до районного центра села Ольховка — 34 км.
Часовой пояс
Щепкин, как и вся Волгоградская область, находится в часовой зоне МСК (московское время). Смещение применяемого времени относительно UTC составляет +3:00.

## Население
Динамика численности населения
| 1860 | 1891 | 1894 | 1911 | 1987 | 2002 |
| ---- | ---- | ---- | ---- | ---- | ---- |
| 126  | 231  | 232  | 290  | ≈50  | 31   |

| 2010 |
| ---- |
| 19   |